# Саргон Велики
 Тази статия е за акадския цар.  За асирийския цар вижте Саргон I (Асирия).  
Саргон Акадски или Саргон Велики (на акадски: Шару-кину, в превод „истинският цар“ или „законен цар“) е акадски цар, известен със завладяването на градовете-държави в Шумер през XXIII и XXII век пр.н.е. На власт е между 2371 и 2316 г. пр.н.е. и е основател на Акадската династия. Той става влиятелен член за владетелското обкръжение в Киш, след което убива царя на града и узурпира трона преди да започне завладяването на Месопотамия. В началото историците го упоменават като Саргон I, но това спира след откриването на документи, споменаващи за асирийски цар на име Саргон (днес упоменаван като Саргон I).
Огромната империя на Саргон се простира от Елам до Средиземно море, включвайки в себе си Месопотамия, части от днешните Иран и Сирия, а вероятно и Мала Азия и Арабския полуостров. Той управлява от новата столица Акад (Агаде), която според Списък на шумерските царе той построява (или вероятно само преустройва), на левия бряг на река Ефрат. Понякога се изтъква като първият владетел в писаната история, създал многонационална и централно управлявана империя, макар че на шумерските царе Лугал-Ане-Мунду и Лугал-Заге-Си също се приписва тази заслуга. Династията му управлява Месопотамия около век и половина.

## Наследство
Негов внук е Нарам-Син, който укрепва и подсилва Акадската империя.